# Нарожный, Николай Борисович
Николай Борисович Нарожный (06.11.1940—15.02.2016) — российский физик-теоретик, доктор физико-математических наук (1982), профессор (1983), зав. кафедрой теоретической ядерной физики МИФИ (1983—2016).
Родился 6 ноября 1940 г. в Москве.
Окончил Московский инженерно-физический институт (с 2009 года — Национальный исследовательский ядерный университет «МИФИ») по специальности теоретическая ядерная физика (1964), аспирантуру (1967, научный руководитель А. И. Никишов), и работал там же: ассистент, старший преподаватель, доцент, профессор (1983), с 1983 г. зав. кафедрой теоретической ядерной физики.
Научные интересы: квантовая электродинамика в сильных полях, атомная физика.
Доктор физико-математических наук (1982):
- Радиационные эффекты высших порядков и нелинейные вакуумные эффекты в квантовой электродинамике интенсивного поля. Диссертация доктора физико-математических наук: 01.04.02. — Москва, 1982. — 277 с.

Основатель научной школы «физика фундаментальных квантовых процессов в полях излучения».
Автор работ по квантовой оптике, физике сверхсильных лазерных и гравитационных полей и нелинейной квантовой электродинамике. Вместе с соавторами разработал непертурбативные методы расчета вероятностей нелинейных квантовых процессов в поле сверхсильной электромагнитной волны (1964—1980), предсказал эффект коллапса и восстановления квантовых систем (1980), развил релятивистскую теорию пондеромоторного рассеяния в интенсивном лазерном поле (1988—1995).
Скоропостижно умер 15го февраля 2016 года.
Сочинения:
- Н. Б. Нарожный, А. И. Никишов, “Решения уравнений Клейна–Гордона и Дирака для частицы в постоянном электрическом поле и распространяющейся вдоль него плоской электромагнитной волне”, ТМФ, 26:1 (1976),  16–34